# Реймс
Реймс (фр. Reims) — місто та муніципалітет у Франції, у регіоні Гранд-Ест, департамент Марна. Найбільше місто регіону Шампань — Арденни. Населення — 179 380 осіб (01.01.2021). Розташоване на рівнині правого берегу річки Вель (притока річки Ен). На півдні і сході межують з Реймськими горами (Montagnes de Reims). Тамтешні виноградники постачають сировину для заводів знаменитих шампанських вин.

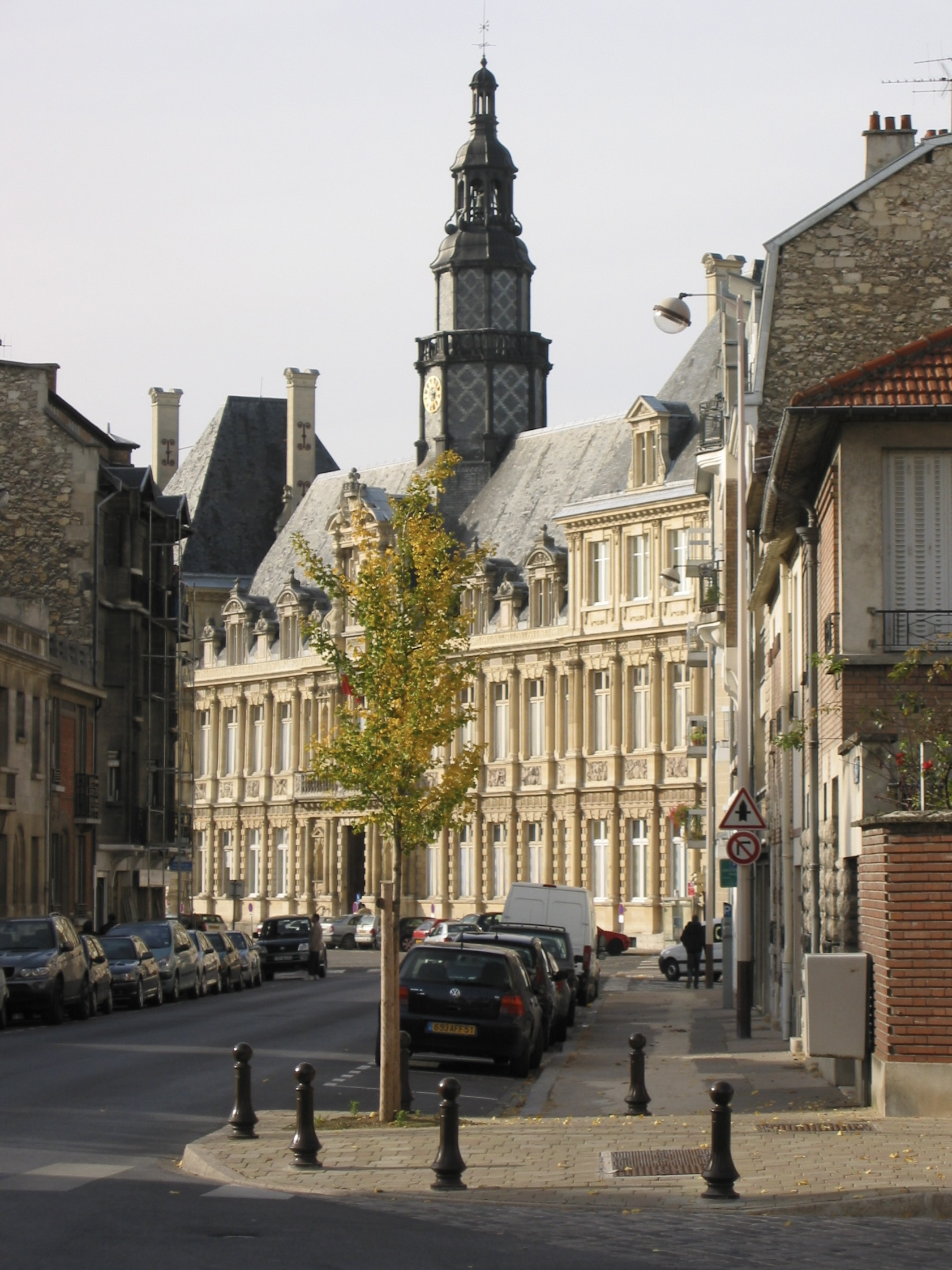
Міська ратуша

Муніципалітет розташований на відстані близько 135 км на схід від Парижа, 45 км на північний захід від Шалон-ан-Шампань.

## Історія
Перші згадки про місто сягають епохи галльських війн Юлія Цезаря, коли місто було фортецею племені ремів, від імені яких, власне, і походить сучасна назва міста.
Стародавня назва міста — Дурокортор (лат. Durocortorum)
З часів Середньовіччя розташовувалась кафедра архиєпископа-герцога Реймса, який був першим пером Франції. У Реймсі відбувалась церемонія коронації — миропомазання королів Франції.
У Реймсі був підписаний Попередній протокол про капітуляцію Німеччини (7 травня 1945 року, 14:41), у якому німецьке головнокомандування зобов'язалося негайно віддати наказ армії і флоту припинити активні бойові дії 8 травня з 23:01 за центральноєвропейським часом і залишитись на позиціях, займаних до цього моменту.
До 2015 року муніципалітет Реймс перебував у складі регіону Шампань-Арденни. Від 1 січня 2016 року належить до нового об'єднаного регіону Гранд-Ест.

## Пам'ятки архітектури

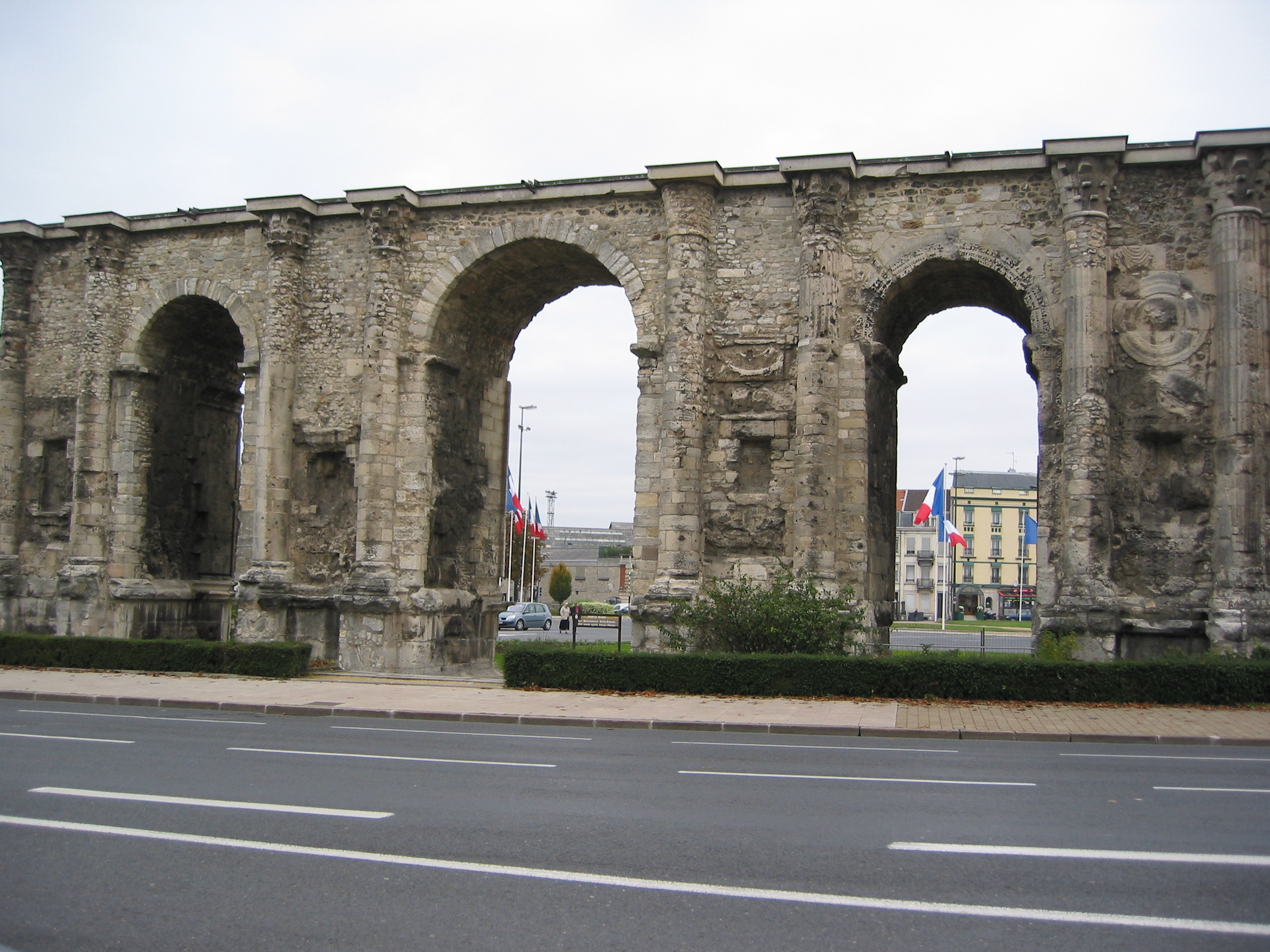
Марсова брама

### Марсова брама
Марсова брама (фр. la Porte de Mars) — найдавніша пам'ятка міста (ІІІ ст. н.е.). Названа на честь римського бога війни Марса, храм якого розташовувався неподалік. Брама має вигляд тріумфальної арки завширшки 33 метри й заввишки 13 метрів (три прольоти).

### Реймський собор

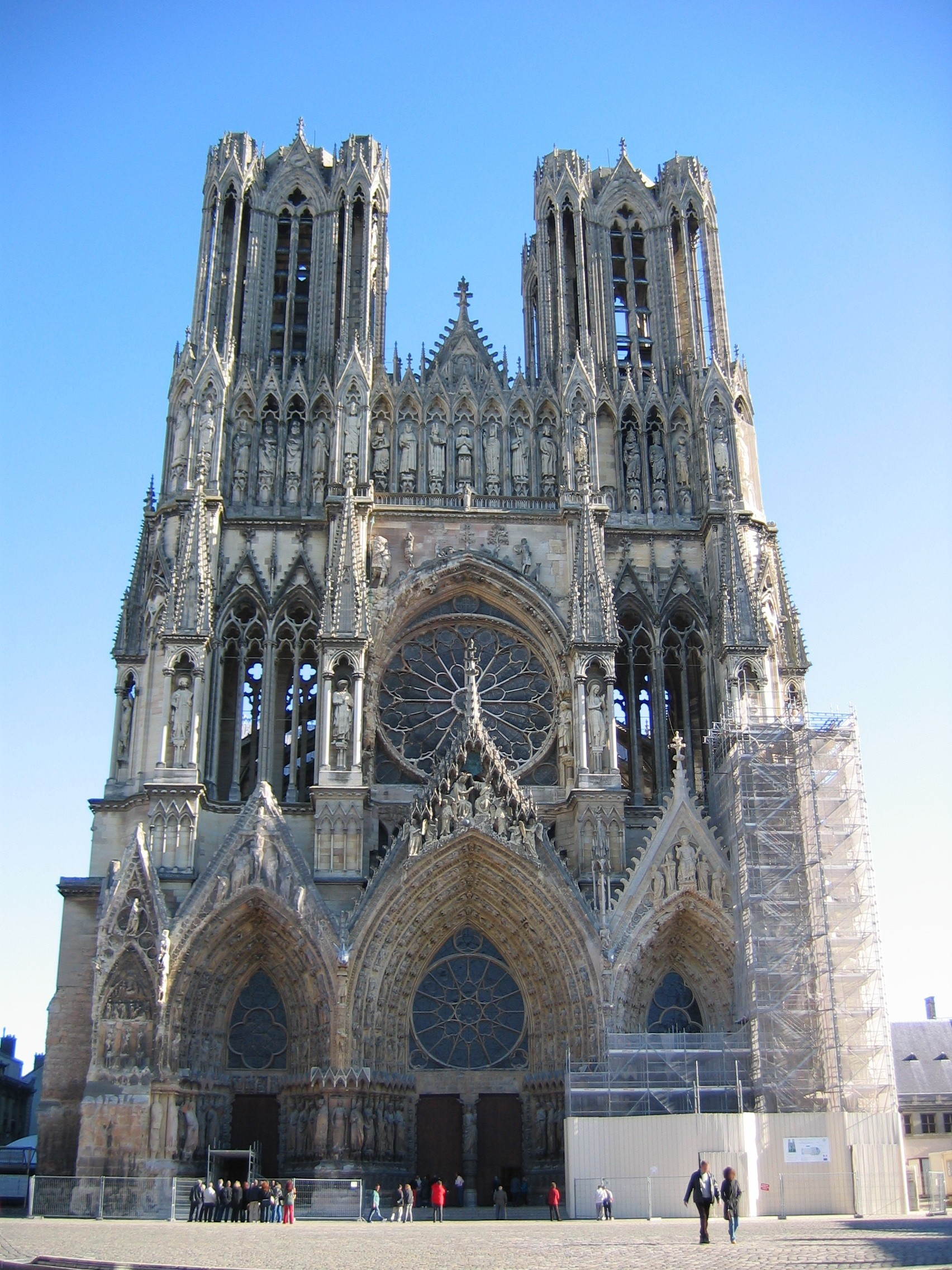
Реймський собор

Ре́ймський собо́р (фр. Cathédrale Notre-Dame de Reims) — найвідоміший собор у Європі[джерело?]. Саме тут, 19 травня 1051 року, дочка Руського князя Ярослава Мудрого — Анна Ярославна взяла шлюб з французьким королем Генріхом І. Після смерті чоловіка 1060 року Анна, по суті, стала королевою Франції, оскільки спадкоємцеві престолу Філіпу І на той час було всього 8 років. На багатьох документах збереглися підписи Анни слов'янською мовою, відомі, як найдавніші зразки давньоукраїнського письма. Їх оточують хрести, які ставили барони, вельможні васали Франції, бо були неписьменними. Впродовж багатьох століть найголовнішим атрибутом у соборі, було написане кирилицею Євангеліє (див. Реймське Євангеліє), привезене з Києва та подароване Анною майбутньому чоловікові, як посаг 
Найбільше собор постраждав від пожежі 1914 року, після обстрілу німецькою армією. Під час реконструкції собору 1919 року, дубові балки були замінені на бетонні. Охороняється ЮНЕСКО.

### Базиліка Святого Ремігія

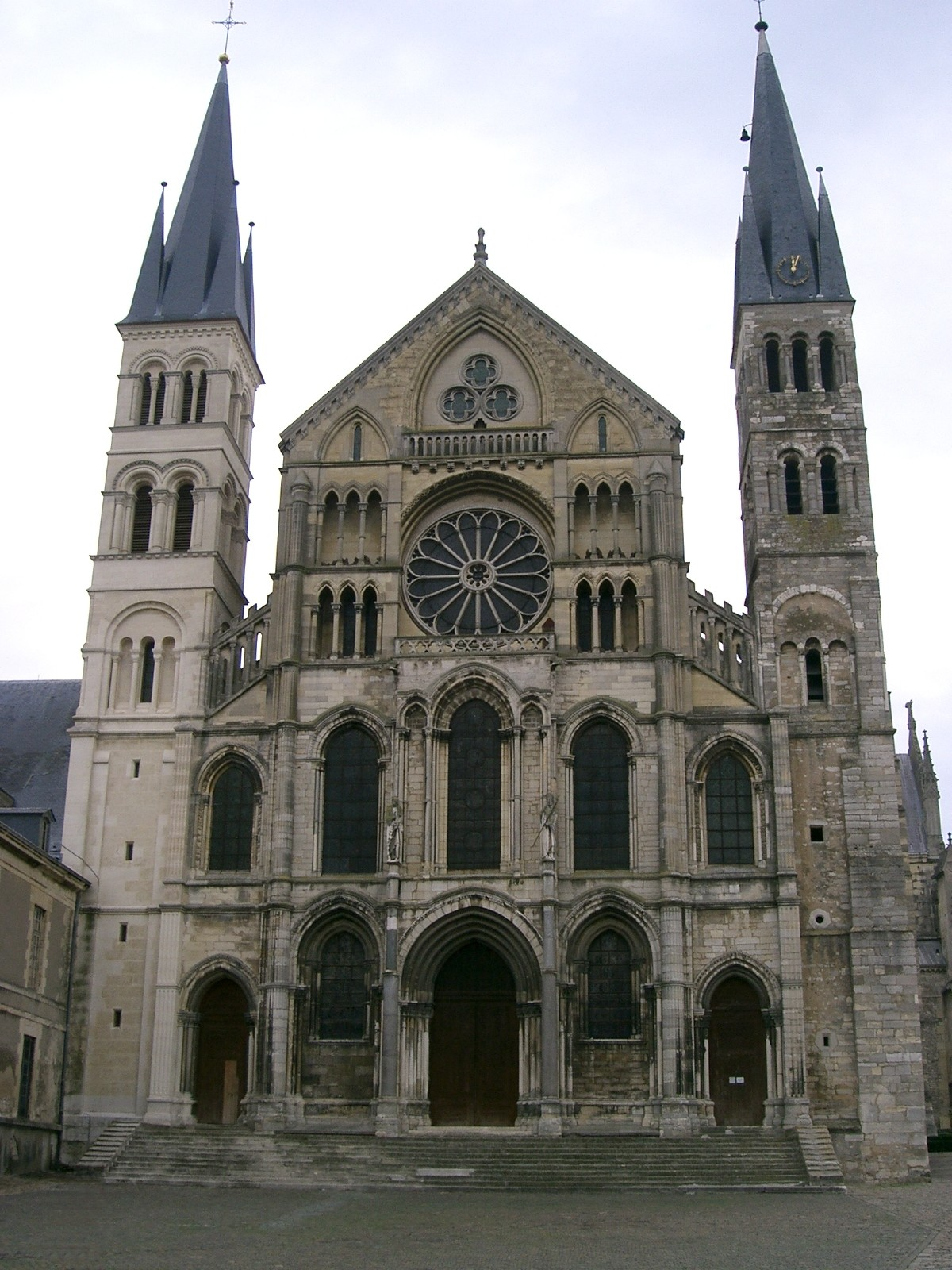
Базиліка Святого Ремігія

Споруджена в V столітті. Більшу її частину було збудовано в XI ст., з подальшими добудовами у XII, XIII та XV ст. Охороняється ЮНЕСКО.

### Палац То
Палац То був побудований на початку XIII столітті, істотно перебудований в готичному стилі на рубежі XV—XVI ст. та реконструйований в стилі бароко у XVII ст. З 1991 року разом з Реймським собором та Базилікою Святого Ремігія занесений до списку світової спадщини ЮНЕСКО.

### Музей автомобілів
Музей, у якому зібрано величезну кількість автомобільних моделей. Особливо примітні старі моделі. Представлені, в основному французькі автомарки, такі, як Peugeot, Renault і Citroën.

## Демографія
Динаміка населення (INSEE і Cassini ):
Розподіл населення за віком та статтю (2006):
| Стать | Всього | До 15 років | 15-24  | 25-44  | 45-64  | 65-85  | Понад 85 |
| --- | ------ | ----------- | ------ | ------ | ------ | ------ | -------- |
| Чоловіки | 86 716 | 15 472      | 17 854 | 26 109 | 18 161 | 8307   | 813      |
| Жінки | 97 142 | 14 826      | 19 602 | 25 992 | 20 675 | 13 321 | 2726     |
| \| Статево-вікова піраміда \| Статево-вікова піраміда \| Статево-вікова піраміда \| \| ----------------------- \| ----------------------- \| ----------------------- \| \| Чоловіки \| Вік \| Жінки \| \| 813 \| 85 + \| 2726 \| \| 1524 \| 80-84 \| 3057 \| \| 1935 \| 75-79 \| 3357 \| \| 2232 \| 70-74 \| 3706 \| \| 2616 \| 65-69 \| 3201 \| \| 3217 \| 60-64 \| 3353 \| \| 4822 \| 55-59 \| 5621 \| \| 5131 \| 50-54 \| 6086 \| \| 4991 \| 45-49 \| 5615 \| \| 5198 \| 40-44 \| 5572 \| \| 5719 \| 35-39 \| 5879 \| \| 6967 \| 30-34 \| 6542 \| \| 8225 \| 25-29 \| 7999 \| \| 10 588 \| 20-24 \| 11 634 \| \| 7266 \| 15-20 \| 7968 \| \| 5120 \| 10-14 \| 4664 \| \| 4851 \| 5-9 \| 4568 \| \| 5501 \| 0-4 \| 5594 \| |        |             |        |        |        |        |          |
| Статево-вікова піраміда |        |             |        |        |        |        |          |
| Чоловіки | Вік    | Жінки       |        |        |        |        |          |
| 813 | 85 +   | 2726        |        |        |        |        |          |
| 1524 | 80-84  | 3057        |        |        |        |        |          |
| 1935 | 75-79  | 3357        |        |        |        |        |          |
| 2232 | 70-74  | 3706        |        |        |        |        |          |
| 2616 | 65-69  | 3201        |        |        |        |        |          |
| 3217 | 60-64  | 3353        |        |        |        |        |          |
| 4822 | 55-59  | 5621        |        |        |        |        |          |
| 5131 | 50-54  | 6086        |        |        |        |        |          |
| 4991 | 45-49  | 5615        |        |        |        |        |          |
| 5198 | 40-44  | 5572        |        |        |        |        |          |
| 5719 | 35-39  | 5879        |        |        |        |        |          |
| 6967 | 30-34  | 6542        |        |        |        |        |          |
| 8225 | 25-29  | 7999        |        |        |        |        |          |
| 10 588 | 20-24  | 11 634      |        |        |        |        |          |
| 7266 | 15-20  | 7968        |        |        |        |        |          |
| 5120 | 10-14  | 4664        |        |        |        |        |          |
| 4851 | 5-9    | 4568        |        |        |        |        |          |
| 5501 | 0-4    | 5594        |        |        |        |        |          |

## Економіка
Місто відоме, як столиця шампанських вин. У Реймсі розташовані осідки найбільших виробників шампанських вин. Дозрівання шипучого вина відбувається в численних тунелях, розташованих під містом.
В місті розташований великий авіабудівельний завод Reims Aviation, що випускає літаки загального призначення.
2010 року серед 124 958 осіб працездатного віку (15—64 років) 85 234 були активними, 39 724 — неактивними (показник активності 68,2%, у 1999 році було 65,2%). З 85 234 активних мешканців працювало 72 011 осіб (36 845 чоловіків та 35 166 жінок), безробітними було 13 223 (6734 чоловіки та 6489 жінок). Серед 39 724 неактивних 20 724 особи були учнями чи студентами, 7798 — пенсіонерами, 11202 були неактивними з інших причин.

У 2010 році в муніципалітеті числилось 76486 оподаткованих домогосподарств, у яких проживали 160467,0 особи, медіана доходів виносила 16 985 євро на одного особоспоживача

## Транспорт
З квітня 2011 року в місті працює сучасна трамвайна мережа довжиною приблизно 11 км.

## Персоналії
- Гізельберт (890—939) — герцог Лотарингії в 928—939 роках
- Генріх I (1008—1060) — король Франції (1027—1060)
- П'єр Кошон (1371—1442) — єпископ Бове в 1420—1432 роках, єпископ Лізьє з 1432 року, магістр мистецтв, ліцензіат канонічного права
- Жан-Клод Пекер — французький астроном, член Паризької АН (1977)
- Іван Кавун — французький живописець, графік і скульптор українського походження
- Габріель Габріо (1887—1946) — французький актор театру і кіно.